# Louis Daniel Beauperthuy
Louis Daniel Beauperthuy Desbonnes né à Sainte-Rose en Guadeloupe 26 août 1807 et mort à Bartica en Guyana le 3 septembre 1871, est un médecin et scientifique français. Il est connu pour être l'un des premiers observateurs du lien entre moustiques et fièvre jaune.

## Biographie
Louis Daniel Beauperthuy est descendant d'une famille française originaire de la région du Périgord, actuel département de la Dordogne en France. Son grand-père, originaire de Périgueux, était professeur de chirurgie et « chirurgien appelé du roi » Louis XV. Désigné pour voyager aux Antilles, il arrive en 1754 à Sainte-Rose en Guadeloupe comme docteur de l'hôpital militaire. Le père de Beauperthuy, Pierre Daniel, a étudié la chimie des pharmacies et consacre tous ses efforts à l'installation de salines à Saint-Martin. En 1805 Pierre Daniel épouse Laurence Desbonnes.
Louis Daniel est le second d'une fratrie de six enfants. Il nait dans la colonie française de Guadeloupe le 26 août 1807.
Dès son enfance, il est en contact avec la nature et spécialement avec les plantes que son père utilise. Il a vécu dans le confort et la sécurité d'une famille prospère bien établie et, à l'âge de quatorze ans, il part poursuivre ses études à Paris.
Après avoir obtenu son Baccalauréat ès lettres en 1828, Beauperthuy entre à la faculté de médecine de Paris et le 12 septembre 1837 obtient le titre de docteur en médecine. En plus des cours, Beauperthuy reçoit des leçons de microscopie en dehors de l'université. À l'époque, en effet, le microscope n'est pas utilisé en médecine.
En 1838, un an après avoir reçu son diplôme de médecine de l'université de Paris, il est envoyé comme voyageur naturaliste du muséum national d'histoire naturelle de Paris au Venezuela. En 1840 il décide de s'installer de manière définitive à Cumaná dont il devient le médecin-chef en 1853. Agent consulaire de la France, il est aussi à la tête des œuvres sociales de Cumaná, luttant contre les épidémies et des catastrophes naturelles, comme le séisme de 1843 et celui de 1853,
Vers la fin de sa vie, il se consacre au traitement des lépreux, notamment en Guyane anglaise où un hôpital a été créé pour lui. Il meurt en 1871, d'une apoplexie cérébrale, à Bartica.

## Travaux
Après la validation de son titre à l'université centrale du Venezuela en 1844, il commence à exercer la médecine et la recherche scientifique qui le mènent à établir en 1853 que la fièvre jaune est associée aux moustiques et non pas à un air malsain comme on le croyait jusque-là,,.
Selon François Delaporte, cette association reste une croyance. Beauperthuy n'explique pas les épidémies de fièvre jaune comme une transmission de germes d'homme à homme par un moustique vecteur, mais par inoculation d'un poison (« sucs septiques ») pompé par les moustiques dans les marais. La qualification de « précurseur » relève, toujours selon Delaporte, d'une faute de lecture qui « suppose que l'on prenne la présence d'un mot pour celle d'un concept ».
D'autres considèrent Beauperthuy comme le « père de la doctrine de maladies par insectes vecteurs ». Du vivant de Beauperthuy, la réception de cette théorie a connu une phase d'indifférence, puis après sa mort, une phase de rejet d'autant plus que Beauperthuy proposait aussi d'expliquer (à tort) la transmission du choléra par des moustiques. La phase de reconnaissance, où Beauperthuy est reconnu comme précurseur, ne survient que dans les années 1900, à la suite des démonstrations expérimentales, par Carlos Finlay et Walter Reed, du rôle des moustiques dans la fièvre jaune,.
Cette résistance à une théorie nouvelle tient à des facteurs internes et externes. Les facteurs internalistes sont le fait que Beauperthuy bâtit une hypothèse à partir d'une science d'observation, alors qu'il lui est demandé une démonstration à partir d'une science expérimentale ; et que la théorie miasmatique reste encore dominante dans les milieux académiques. Les facteurs externalistes tiennent à l'éloignement de Beauperthuy de la métropole, son manque de contact avec les milieux universitaires et l'absence de soutien institutionnel.

## Distinctions et hommages

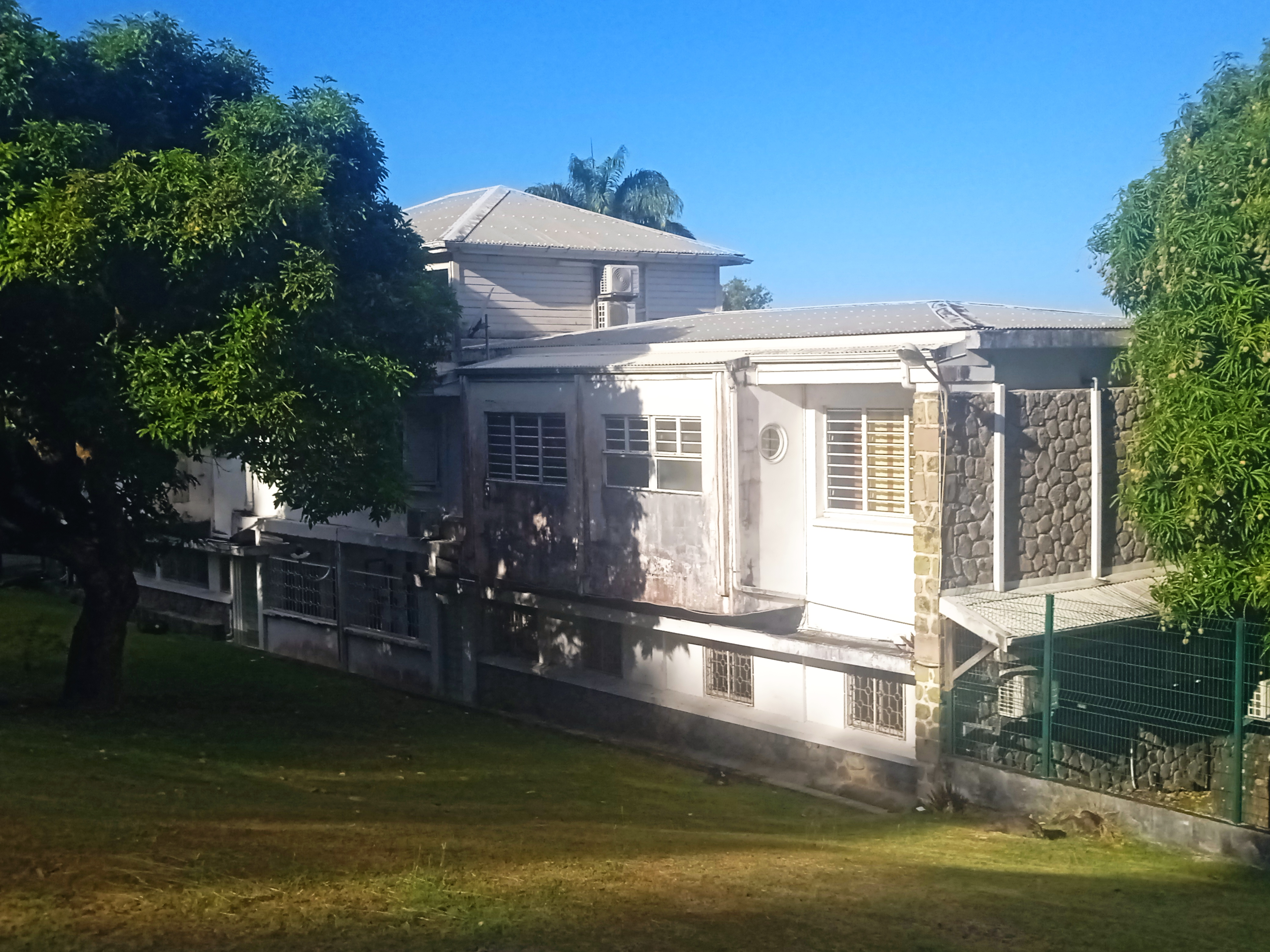
Centre hospitalier Louis-Daniel Beauperthuy à Pointe-Noire (Guadeloupe).

En 1860, il est décoré de la médaille du Libérateur (Simon Bolivar).
En 1971, pour le centenaire de sa mort, le Venezuela émet un timbre-poste commémoratif à son effigie.
En 1976, une plaque commémorative est apposée sur le n°8 de la rue des Francs-Bourgeois (Paris, 3e) où il habita comme étudiant en médecine.
En 1982, l'académie des sciences créé un prix en son honneur décerné à un chercheur pour ses travaux en épidémiologie.
En Guadeloupe, une école à Sainte-Rose porte son nom, ainsi que l'hôpital de Pointe-Noire.

## Publications
- L.D. Beauperthuy, « Fiebre amarilla », dans Gaceta oficial de Cumaná, t. 57 (1854).
- L.D. Beauperthuy, « Recherches sur la cause du choléra asiatique, sur celle du typhus ictérode et des fièvres de marécages », dans Comptes rendus des séances de l'Académie des sciences, t. 42 (1856), p. 692-693, consultable sur Gallica.
- L.D. Beauperthuy, « Cause du choléra asiatique », dans L'abeille médicale, t. 13 (1856), p. 117.
- L.D. Beauperthuy, Travaux scientifiques de Louis Daniel Beauperthuy, Bordeaux, 1891.
- L.D. Beauperthuy, La obra de Beauperthuy (1807-1871), Caracas, 1963.